# Hermann Lang
Hermann Albert Lang (Cannstatt, 6 aprile 1909 – Bad Cannstatt, 19 ottobre 1987) è stato un pilota motociclistico e pilota automobilistico tedesco.

## Carriera

### Gli inizi in moto
Lang nacque in una famiglia di operai e a quattordici anni fu costretto a cercare lavoro a seguito della morte del padre. Divenne quindi apprendista meccanico in un negozio di moto locale e, presto, si occupò pure delle automobili che venivano portate in officina. Nel 1929 fece il suo debutto come pilota motociclistico, guadagnandosi presto una buona fama ed ottenendo alcuni successi. Pochi anni più tardi, nel 1931, fu protagonista di un incidente dal quale uscì miracolosamente illeso. L'avvento della recessione economica lo costrinse, però, a trovare lavoro come muratore, ma nel 1933 venne assunto dalla Mercedes-Benz, visti i suoi trascorsi da meccanico, con il compito di installare i motori delle vetture. Negli anni seguenti fece anche l'autotrasportatore e il cuoco, finché, nel 1935, Alfred Neubauer gli diede la possibilità di fare un test da pilota e Lang ottenne ottimi parziali, tanto da essere assunto come membro del team.

### Pilota Mercedes

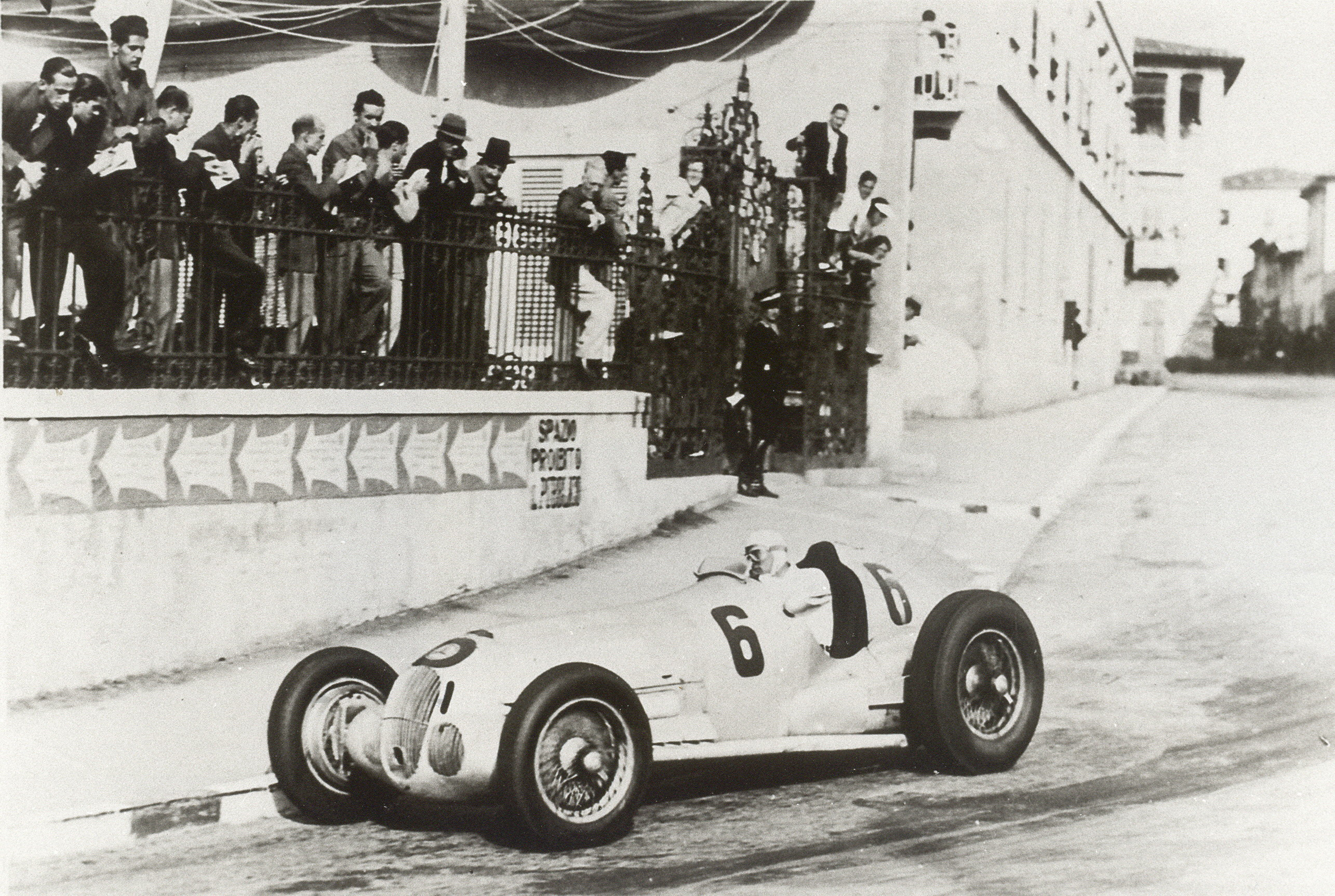
Lang al Gran Premio d'Italia 1937, quell'anno corso sul circuito di Montenero.

Al suo debutto come pilota ottenne subito un quinto posto al Nürburgring. Nel 1937 vinse la sua prima gara al Gran Premio di Tripoli e ripetendosi subito dopo al circuito dell'Avus. Intanto l'avvento del nazismo nel 1933 aveva fatto sì che l'automobilismo divenisse sempre più sport di massa e Lang, pur non condividendo l'ideologia, divenne suo malgrado uno dei simboli del regime, in quanto era un pilota che proveniva da una famiglia operaia e non dalle classi elevate come, ad esempio, Rudolf Caracciola. Nel 1938, sempre con la Mercedes Lang si impose in due appuntamenti, a Tripoli (per la seconda volta) e a Livorno nella Coppa Ciano.
Per il 1939 la Mercedes portò un nuovo modello, più leggero di circa cento chili rispetto al precedente e maggiormente competitivo. La squadra cercò poi di accontentare le richieste dei propri piloti, ma la configurazione scelta per i serbatoi fu quella preferita da Lang, sfavorendo dunque Caracciola che optava per una differente soluzione. Al Gran Premio di Pau, che apriva la stagione, Lang ottenne la prima di quattro vittorie consecutive, tra cui il Gran Premio del Belgio, funestato però dalla morte del compagno di squadra Richard Seaman. Intanto, però, all'interno della scuderia si svilupparono diverse tensioni tra i piloti, con accuse reciproche di favorire l'uno o l'altro. Dopo essere stato vittima di alcuni guasti Lang riuscì ad imporsi al Gran Premio di Svizzera e in una gara in Austria, prima che lo scoppio della seconda guerra mondiale interrompesse il campionato. Venne quindi ufficiosamente dichiarato vincitore del titolo europeo dall'ONS (l'organizzazione nazista dello sport). In realtà, successive indagini mostrarono come il titolo di campione avrebbe dovuto essere assegnato a Hermann Paul Müller secondo i punteggi in vigore fino al 1938. Tuttavia, non è mai stato confermato quale tipo di punteggio fosse in vigore nel 1939, e lo scoppio della guerra complicò definitivamente la questione, tuttora aperta.

### Il secondo dopoguerra e la Formula 1

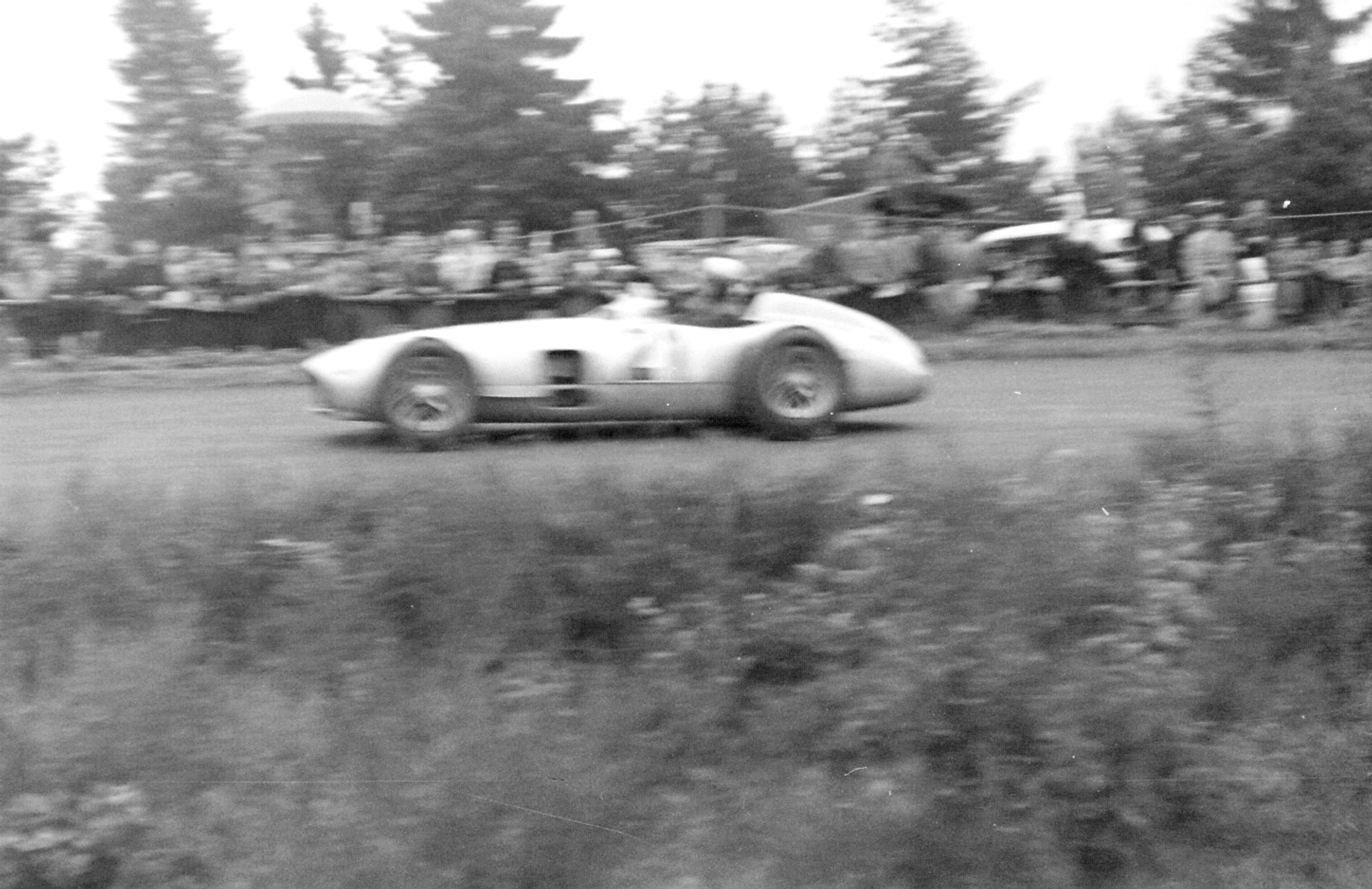
Lang al Gran Premio di Germania 1954.

Al termine del secondo conflitto mondiale Lang tornò subito a correre con una BMW di sua proprietà con cui ottenne una vittoria a Ruhestein. Nel 1949 passò a guidare vetture sport, prima di ricongiungersi nuovamente con la Mercedes nel 1951. Nel 1952 ottenne poi un successo alla 24 Ore di Le Mans in coppia Fritz Riess.
Nel 1953 ebbe poi l'occasione di debuttare in Formula 1 alla guida di una Maserati, cogliendo un quinto posto al Gran Premio di Svizzera. La sua ultima apparizione fu al Gran Premio di Germania 1954 in cui si ritirò per un testacoda. Decise quindi di ritirarsi dalle corse, pur continuando a lavorare per la Mercedes.

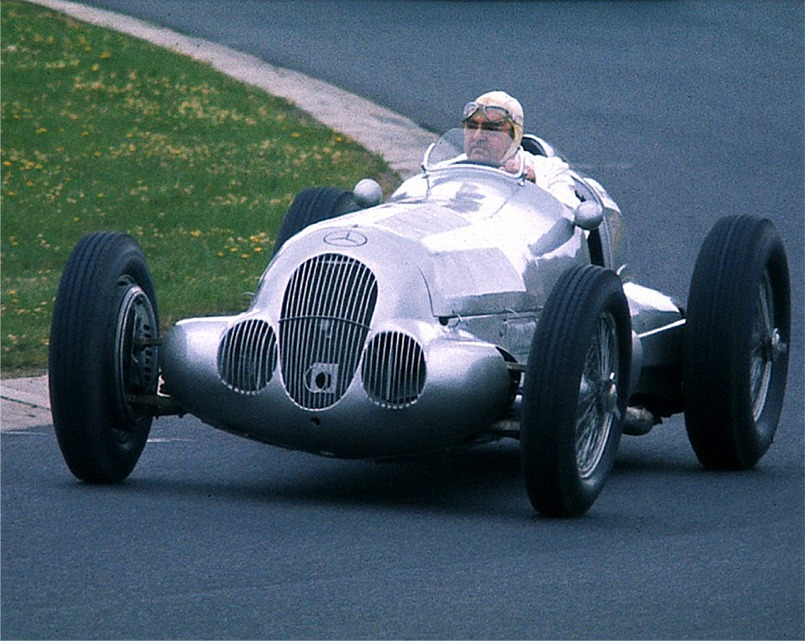
Lang nel 1977.

Morì nel 1987.

## Risultati

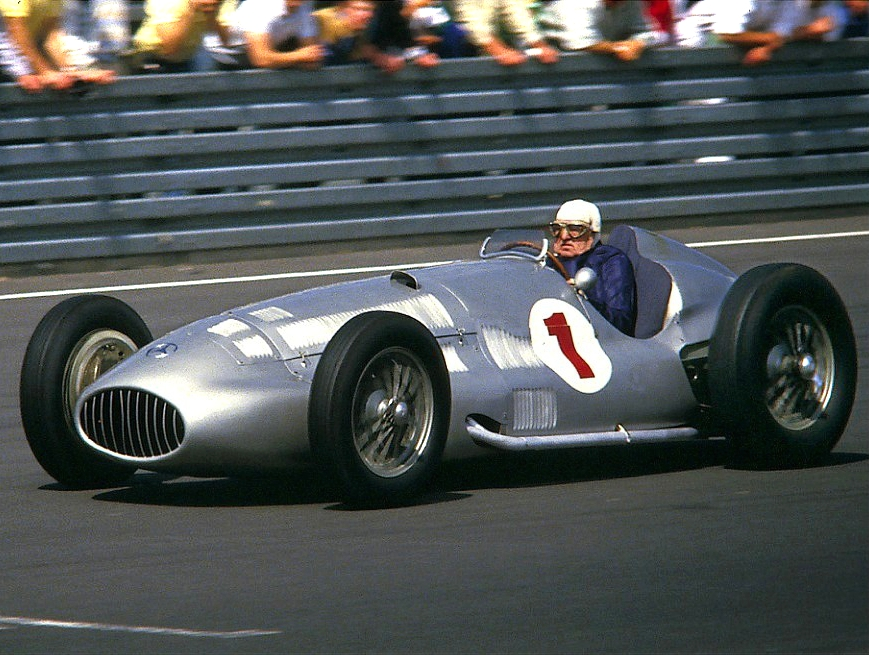
Lang nel 1986.

### Risultati in Formula 1
| 1953 | Scuderia | Vettura         |  |  |  |  |  |  |  |   |  | Punti | Pos. |
| ---- | -------- | --------------- |  |  |  |  |  |  |  | - |  | ----- | ---- |
| 1953 | Maserati | Maserati A6 GCM |  |  |  |  |  |  |  | 5 |  | 2     | 17º  |

| 1954 | Scuderia        | Vettura       |  |  |  |  |  |     |  |  |  | Punti | Pos. |
| ---- | --------------- | ------------- |  |  |  |  |  | --- |  |  |  | ----- | ---- |
| 1954 | Daimler Benz AG | Mercedes W196 |  |  |  |  |  | Rit |  |  |  | 0     |      |

| Legenda | 1º posto     | 2º posto | 3º posto    | A punti         | Senza punti/Non class.  | Grassetto – Pole position Corsivo – Giro più veloce |
| Legenda | Squalificato | Ritirato | Non partito | Non qualificato | Solo prove/Terzo pilota | Grassetto – Pole position Corsivo – Giro più veloce |

### Risultati nel Campionato europeo di automobilismo
| 1935    | Scuderia        | Vettura                               | MON | FRA | BEL | GER | SVI | ITA | SPA | Punti | Posizione |
| ------- | --------------- | ------------------------------------- | --- | --- | --- | --- | --- | --- | --- | ----- | --------- |
| 1935    | Daimler-Benz AG | Mercedes-Benz W25A Mercedes-Benz W25B |     |     |     | Rit | 6   | Rit |     | 45    | 12º       |
| 1936    | Scuderia        | Vettura                               | MON | GER | SVI | ITA |     |     |     | Punti | Posizione |
| 1936    | Daimler-Benz AG | Mercedes-Benz W25K                    |     | Rit | 4   |     |     |     |     | 24    | 10º       |
| 1937    | Scuderia        | Vettura                               | BEL | GER | MON | SVI | ITA |     |     | Punti | Posizione |
| 1937    | Daimler-Benz AG | Mercedes-Benz W125                    | 3   | 7   | NP  | 2   | 2   |     |     | 19    | 3º        |
| 1938    | Scuderia        | Vettura                               | FRA | GER | SVI | ITA |     |     |     | Punti | Posizione |
| 1938    | Daimler-Benz AG | Mercedes-Benz W154                    | 3   | Rit | 10  | Rit |     |     |     | 17    | 3º        |
| 1939    | Scuderia        | Vettura                               | BEL | FRA | GER | SVI |     |     |     | Punti | Posizione |
| 1939    | Daimler-Benz AG | Mercedes-Benz W154                    | 1   | Rit | Rit | 5   | 1   |     |     | 14    | 2º        |
| Legenda |                 |                                       |     |     |     |     |     |     |     |       |           |

### Risultati nella 24 Ore di Le Mans
| Anno | Classe | N° | Gomme | Vettura                                  | Squadra         | Co-piloti   | Giri | Pos. Assol. | Pos. di Classe |
| ---- | ------ | -- | ----- | ---------------------------------------- | --------------- | ----------- | ---- | ----------- | -------------- |
| 1952 | S 3.0  | 21 | C     | Mercedes-Benz W194 Mercedes-Benz 3.0L I6 | Daimler-Benz AG | Fritz Riess | 277  | 1º          | 1º             |

### Risultati nella Mille Miglia
| Anno    | Scuderia     | Costruttore   | Vettura              | Numero | Categoria | Classe | Co-pilota   | Risultato di classe | Risultato assoluto |
| ------- | ------------ | ------------- | -------------------- | ------ | --------- | ------ | ----------- | ------------------- | ------------------ |
| 1952    | Daimler-Benz | Mercedes-Benz | Mercedes-Benz 300 SL | 626    | Sport     | S +2.0 | Erwin Grupp | Rit                 | Rit                |
| Legenda |              |               |                      |        |           |        |             |                     |                    |